# Drama (Słowenia)
Drama – wieś w Słowenii, w gminie Šentjernej. W 2018 roku liczyła 96 mieszkańców.